# Real Universidad de Toledo
La Real Universidad de Toledo (1520 - 1845) era del modelo "colegio-universidad"; tuvo varias sedes consecutivas, el Colegio de Santa Catalina, la Casa Profesa de los Jesuitas, el Convento de San Pedro Mártir el Real y el Palacio Lorenzana. Actualmente estos dos últimos edificios forman parte de la Universidad de Castilla-La Mancha.

## Historia

### 1.ª etapa: Colegio de Santa Catalina (1485 - 1771)
El 3 de mayo de 1485 mediante una bula del Papal Inocencio III se autorizó la creación en la ciudad de Toledo (España) del denominado Colegio de Santa Catalina, bajo supervisión eclesiástica. Francisco Álvarez de Toledo Zapata, canónigo maestrescuela de la Catedral Primada, solicitó y obtuvo de los Reyes Católicos el preceptivo permiso para la legalización, con un total de veintidós cátedras de teología, cánones, leyes, artes, medicina, cirugía, griego, retórica y matemáticas. La institución se instala en las casas del fundador en el barrio de San Andrés, y en otras casas colindantes, adquiridas ex profeso a Alonso de Sotomayor, Conde de Benalcázar y a María Velasco, esposa del Almirante de Castilla, Alonso Enríquez.
En 1520, por bula papal de León X de 22 de febrero, se crea la Real Universidad de Toledo sobre la base docente que ya existía en el Colegio de Santa Catalina de Alejandría. En 1525 se le otorgó diversos privilegios para la expedición de títulos de Bachiller, Licenciado, Maestro y Doctor, además de Estatutos y Reglamento, así como un Patronato dependiente del Cabildo de la Catedral de Toledo, compartiendo universidad y colegio el mismo edificio.
Tras la aprobación el 12 de mayo de 1529 de las llamadas Constituciones Antiguas por el Emperador Carlos V y su madre la Reina Juana I, queda determinada la forma de conferir los grados de Bachiller, Licenciado y Doctor en las Facultades de Cánones y Leyes, de Artes, de Teología y de Medicina. En 1552 el Papa incrementó las rentas del Colegio y de la Universidad, y en 1557 se ampliaron las Constituciones de dieciocho a treinta y nueve, marcándose en ellas el inicio de la separación entre ambas instituciones, universidad y colegio, que a partir de entonces sólo compartirán edificio. La separación jurídica entre ambos será ratificada el 23 de marzo del mismo año por el papa Paulo IV, que concede a la universidad soberanía académica y económica.
En 1695 se aprueban unas nuevas Constituciones de la Universidad, las terceras y definitivas. Pese a ello, la Universidad sigue compartiendo instalaciones con el Colegio de Sta. Catalina hasta la marcha de la primera en 1771 a su primera sede independiente, la antigua Casa Profesa de los Jesuitas.

### 2.ª etapa: Casa Profesa de los Jesuitas (1771 - 1789)
La etapa de desarrollo que experimentó la Universidad de Toledo a partir de 1557 hizo necesario que tuviese un edificio propio e independiente del Colegio de Santa Catalina, lo que no se consiguió hasta el reinado de Carlos III. En agosto de 1769 la Corona cede a la Universidad toledana el edificio de la Antigua Casa Profesa de la Compañía de Jesús en Toledo, ya que los Jesuitas habían sido expulsados dos años antes. Las obras de adaptación comenzaron de inmediato, produciéndose el traslado el 5 de enero de 1771, el mismo año en que una Real Provisión obligaba a cursar estudios en universidades civiles (y no eclesiásticas) para obtener grados públicos.

### 3ª etapa: Convento de San Pedro Mártir el Real (1789 - 1799)

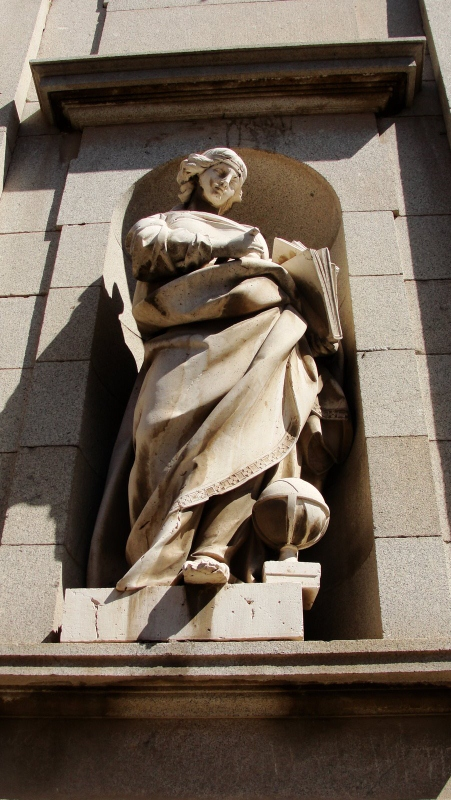
Escultura de la fachada principal.

La crisis de 1789 plantea la supresión de algunas universidades en los distintos reinos de España, lo que hace que se eleve una petición al Supremo Consejo de Castilla intercediendo por la de Toledo. Se revitalizan y actualizan sus rentas y se busca una nueva sede, dado el mal estado de la Antigua Casa Profesa de la Compañía de Jesús en Toledo. Así pues, en el mismo año de 1789 se realiza la mudanza a una nueva sede provisional, en una parte del convento de los Dominicos, puesto bajo la advocación de San Pedro Mártir y en el que había un estudio general de Artes y Teología desde mediados del siglo XV. La Real Universidad de Toledo se instala en la que será su tercera sede, el convento de San Pedro Mártir, compartiendo el edificio con la universidad dominica (la cual, por su parte, subsistirá hasta 1835). Allí permanecerá durante una década. Mientras tanto el ilustrado Cardenal Lorenzana adquirió en 1792 las casas de la Inquisición y otras ocho contiguas y mandó derribarlas, para edificar en su solar una nueva y digna sede para la Real Universidad de Toledo, el edificio que más adelante llevaría su nombre.

### 4ª etapa: Palacio Lorenzana (1799 - 1845)
Durante el reinado de Carlos III y al calor del espíritu ilustrado de la época, se cedieron los locales del Santo Oficio junto a la iglesia de San Vicente Mártir y se construyó sobre su solar un edificio propio, poniéndose la primera piedra el 6 de junio de 1796. Este lugar es el llamado Palacio Universitario Lorenzana, por su fundador el Cardenal Lorenzana, y sobre el que el arquitecto Ignacio Haan proyectó el edificio que hoy contemplamos y que fue inaugurado solemnemente el 22 de abril de 1799. La Real Universidad de Toledo funcionó en su nueva y definitiva sede hasta el curso 1844/45, fecha en que se cerró y se transformó en Instituto Provincial de Segunda Enseñanza (antecesor del actual Instituto de Bachillerato "El Greco"), asumiendo el edificio, los bienes, la biblioteca y el claustro de profesores de la antigua universidad. En realidad, ya había visto suprimirse previamente una de sus facultades, la de Medicina, en 1824, con motivo de la implantación del plan general de estudios para estas titulaciones. Por su parte, cuando se produjo la separación entre universidad y colegio, el segundo continuó su trayectoria en su antiguo edificio hasta su cierre, que se produjo también en 1845, a causa de la supresión de la Universidad. Igualmente cerró otro de los colegios a ella vinculados, el Colegio de San Bernardino.

### En la actualidad
En 1969/70 se creó el Colegio Universitario de Toledo "Santa Catalina", adscrito entonces a la Universidad Complutense, volviendo la universidad a su antigua sede a través suyo, en 1973, cuando el CUT se instaló en el Palacio Lorenzana tras haberse mudado previamente el Instituto de Bachillerato "El Greco" a otro edificio de nueva planta. En 1982 se creó la Universidad de Castilla-La Mancha, pasando a partir de 1985 el Palacio Lorenzana a ser su sede principal en el Campus de Toledo. En la actualidad el Palacio Lorenzana es la sede del Vicerrectorado del Campus de Toledo y de Relaciones Internacionales, albergando también al Centro de Estudios de Postgrado, aulas del programa de mayores "José Saramago" así como al Centro de Estudios Europeos "Luis Ignacio Ortega" y al Centro de Estudios de Derecho del Consumo.

## Arquitectura

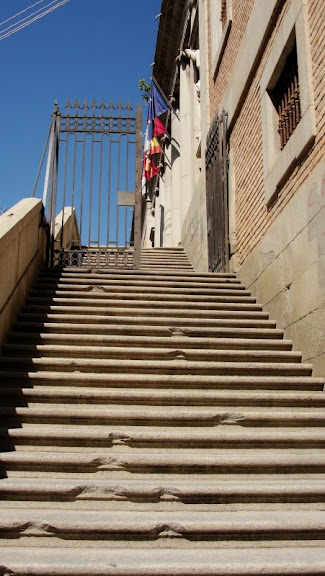
Escalinata en la fachada del Palacio del Cardenal Lorenzana.

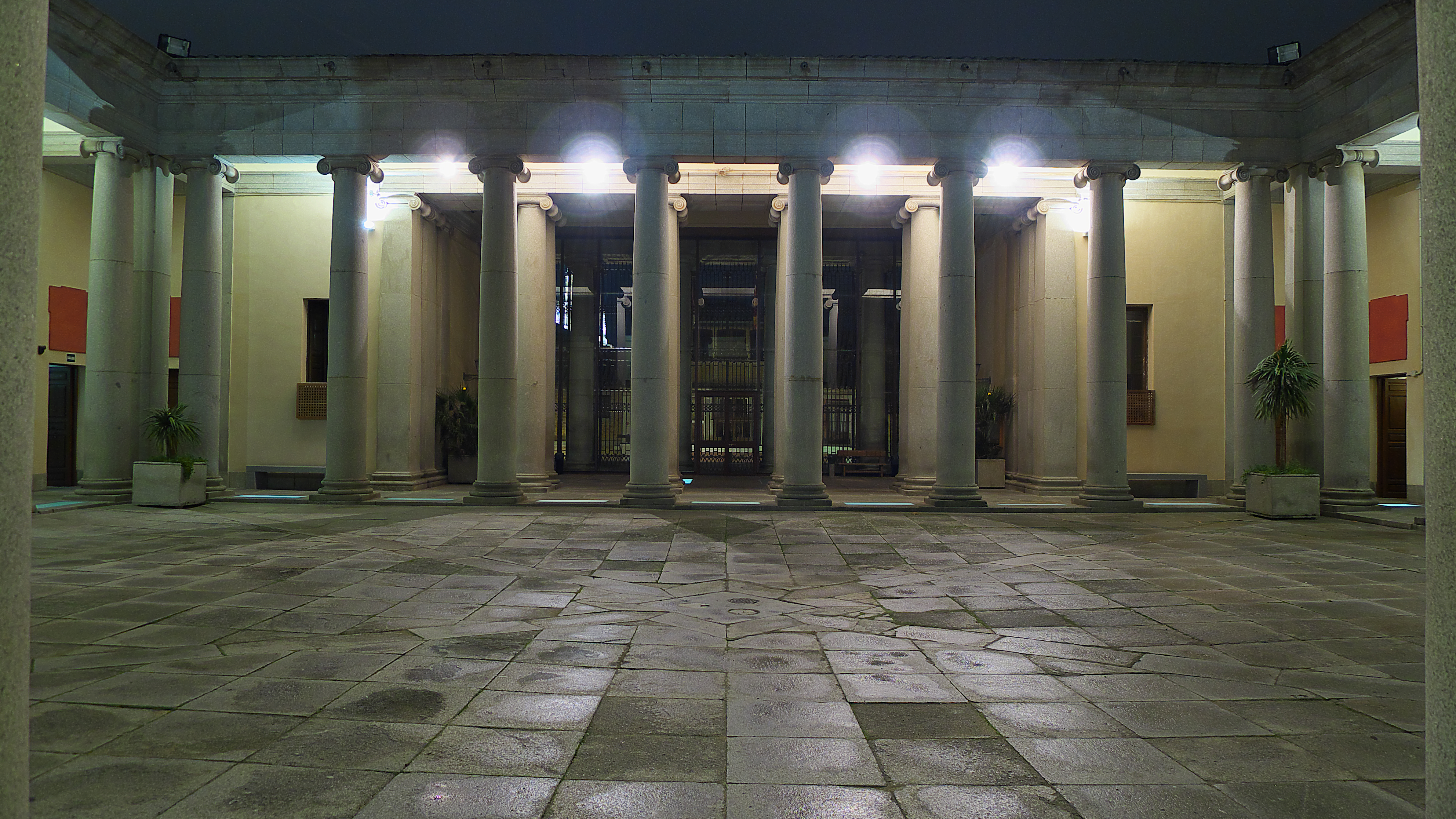
Patio del Palacio de Lorenzana, Toledo

El edificio fue diseñado por Ignacio Haan en el siglo XVIII. Resulta sólido y tiene una escrupulosa cantería; es muy limpia la solución de los dinteles que corren sobre las columnas, mostrando falsas juntas verticales. Un sistema de bóvedas cierra todos los ámbitos de la construcción.
Sus fábricas exteriores son de granito y ladrillo visto, destacando la solución tetrástila «in antis» de la fachada principal. Un orden jónico nos anticipa la secuencia columnaria del interior. A los lados, ocupando dos nichos, se encuentran sendas alegorías de las ciencias, labradas en piedra de Colmenar por el escultor Mariano Salvatierra. Sobre el eje del pórtico se observa el escudo del cardenal Lorenzana, sostenido por dos ángeles, realizado por Antonio Finacer. 
En el interior hay un atrio porticado con varias pantallas columnarias. Este da paso a un magnífico patio neoclásico, de un porte monumental, tanto por sus estimables dimensiones y proporciones, como por su orden único, jónico, que soporta un fuerte entablamento adovelado, todo ello de granito. Las dependencias de su planta única y principal, dejando a un lado las subterráneas, se disponen de modo sencillo y equilibrado.

## Alumnos y profesores ilustres
- Alejo Venegas, escritor humanista.
- José Zorrilla, poeta y dramaturgo.
- Luis Fernández Portocarrero (1635-1709), arzobispo de Toledo.
- Marcos de Sepúlveda, trinitario calzado, catedrático de la Universidad de Salamanca.
- Simón de Rojas, trinitario calzado, venerado como santo en la Iglesia católica.
- Francisco Javier Balmis, médico cirujano y virólogo, promotor de la Real Expedición Filantrópica de la Vacuna contra la viruela, o "Expedición Balmis". Graduado en 1798 en la Facultad de Medicina de Toledo.